# Дирфилд (Илиноис)
Дирфилд (енгл. Deerfield) град је у америчкој савезној држави Илиноис.

## Демографија
По попису из 2010. године број становника је 18.225, што је 195 (-1,1%) становника мање него 2000. године.
| Група             | 2000.          | 2010.          |
| Белци             | 17.434 (94,6%) | 16.767 (92,0%) |
| Афроамериканци    | 61 (0,3%)      | 94 (0,5%)      |
| Азијати           | 465 (2,5%)     | 665 (3,6%)     |
| Хиспаноамериканци | 312 (1,7%)     | 510 (2,8%)     |
| Укупно            | 18.420         | 18.225         |